# Inácio Arruda
Inácio Francisco de Assis Nunes Arruda (Fortaleza, 5 de maio de 1957) é um político brasileiro. Atualmente é Secretário de Ciência e Tecnologia para o Desenvolvimento Social do Ministério da Ciência, Tecnologia e Inovação do Brasil. 
Filiado ao PCdoB desde 1987, foi eleito sucessivamente, em 1988 vereador de Fortaleza, em 1990 deputado estadual, em 1994 deputado federal, reeleito em 1998 e 2002. Em 2006, foi eleito senador do Ceará, tornando-se o primeiro senador comunista eleito depois de Luís Carlos Prestes em 1946.

## Biografia
Estudou na Escola Técnica Federal do Ceará, tendo concluído o curso técnico em eletrotécnica, atual Instituto Federal do Ceará. É casado com a médica Teresinha Braga Monte e tem três filhos: Nara, Vitor e Clara. É funcionário público do Tribunal de Justiça do Estado do Ceará.

### Carreira Política
Iniciou sua vida pública nos anos 80, como presidente da Associação dos Moradores do Bairro Dias Macedo e logo em seguida, presidente da Federação de Bairros e Favelas de Fortaleza.
Inácio Arruda foi eleito em 1988 vereador de Fortaleza, em 1990, deputado estadual e em 1994, deputado federal, se reelegendo em 1998 e 2002.
Iniciou as disputas pela prefeitura de Fortaleza em 1996, concorreu pela primeira vez. Em 2000, se candidatou novamente, mas perdeu no segundo turno para Juraci Magalhães. Em 2004 foi derrotado no primeiro turno, ficando em terceiro lugar. Na época as eleições foram decidida em dois turnos, tendo Luizianne Lins como eleita, derrotando Moroni Torgan. Foi uma eleição apertada, pois Luiz Inácio Lula da Silva, presidente à época, apoiava Inácio, contra Luizianne.[carece de fontes?] Em 2012 volta a se candidatar a prefeito, foi derrotado no primeiro turno, ficando em 7° lugar, com 22.808 votos. A independência do PCdoB nessas eleições foram decisivas para a derrota, apoiando Roberto Cláudio no segundo turno, que venceu por mais de 53% dos votos, derrotando o candidato Elmano de Freitas, que tinha o aval de Luizianne.
Inácio foi duramente criticado pelas linhas comunistas ao apoiar Roberto Cláudio,   já não se fazem comunistas como antigamente " criticava em seu blog um jornalista do jornal O Povo.
Em 2006, se elegeu senador, com 52,25% representando 1.912.663 votos válidos e com margem de 6,35% do segundo colocado Moroni Torgan. O primeiro senador comunista depois de Luis Carlos Prestes, eleito senador em 1946.
Em 2000, 2004 e 2012, chegou a ser candidato a prefeito de Fortaleza, porém nunca chegou próximo do segundo turno.
Em 2014, após não conseguir apoio para tentar disputar a reeleição, foi candidato a deputado federal, porém não conseguiu ser eleito, obtendo 55.403 votos. Apesar da derrota eleitoral, foi convidado para exercer o cargo de Secretário Estadual de Ciência e Tecnologia no primeiro governo de Camilo Santana.
Nas eleições de 2018, Inácio voltou a ser candidato a deputado federal pelo PCdoB. Entretanto, conseguiu obter apenas 24.657 votos, sendo ultrapassado por mais de 40 candidatos.
Nas eleições de 2022, tentou novamente a eleição para Deputado Federal pelo PCdoB (Federação Partidária com PT e PV). Obteve 47.672 votos, ficando na condição de primeiro suplente da sua Federação Partidária.